# Arranrote
Arranrrote (em armênio: Առան-ռոտ; romaniz.: Aṙan-ṙot; de ṙot, "rio"), segundo a Geografia de Ananias de Siracena (século VII), foi um gavar (cantão) da província de Otena, no Reino da Armênia. Compreendia uma área de 2 225 quilômetros quadrados no vale do atual rio Guerã (Geran), referido na Antiguidade como Arrã (*Aṙan), que lhe deu seu nome.